# Embolemidae
Embolemidae es una familia de avispas de distribución mundial del orden Hymenoptera con veinte especies en dos géneros. Son avispas pequeñas, solitarias. Se conoce poco de su biología. Se encontró que una especie neártica de Embolemus confusus se alimenta de auquenorrincos de la familia  Achilidae. Las hembras carecen de alas y pasan el invierno como adultos; se las ha encontrado en nidos de hormigas o de roedores pequeños o bajo piedras en pastizales. Los machos son alados.

## Géneros
- Embolemus
- Ampulicomorpha